# Herminia aegrota
Herminia aegrota là một loài bướm đêm trong họ Noctuidae.